# Waitakere United
Waitakere United ist ein Fußballverein in Waitakere City, Neuseeland. Er wurde 2004 gegründet und spielt seitdem in Neuseelands höchster Fußballliga New Zealand Football Championship. Das Heimstadion für die Spiele der Saison 2007/08 ist der Fred Taylor Park.

## Geschichte
Der Verein wurde 2004 als ein spezielles Franchise gegründet. Er wurde aus 12 Vereinen zusammengeschlossen, die in dem Gebiet von Mount Albert bis zum Kaipara District beheimatet sind.
2004/05 und 2006/07 wurde man Zweiter in der heimischen Liga. Der Verein gewann die OFC Champions League 2007 und nahm daher an der Qualifikation zur FIFA-Klub-Weltmeisterschaft 2007 teil. Der Verein wurde nachträglich zu dem Turnier eingeladen, da der Vertreter aus Vanuatu vor Beginn des Turniers die Teilnahme abgesagt hatte.
Bei der anschließenden Qualifikation zur FIFA-Klub-Weltmeisterschaft schied man jedoch schon in der ersten Runde durch ein 1:3 gegen Sepahan Isfahan aus.
In den Saisons 2007/08, 2009/10, 2010/11 und 2011/12 konnte Waitakere die neuseeländische Meisterschaft gewinnen.
Bilanz von Auckland in der Football Championship:
| Sp. | S  | U  | N  | T   | GT | Diff. | Pkte. |
| --- | -- | -- | -- | --- | -- | ----- | ----- |
| 84  | 48 | 14 | 22 | 177 | 97 | 80    | 158   |

## Erfolge
- New Zealand Football Championship: 5

2008, 2010, 2011, 2012, 2013
- OFC Champions League: 2

2007, 2008

## Bekannte Spieler

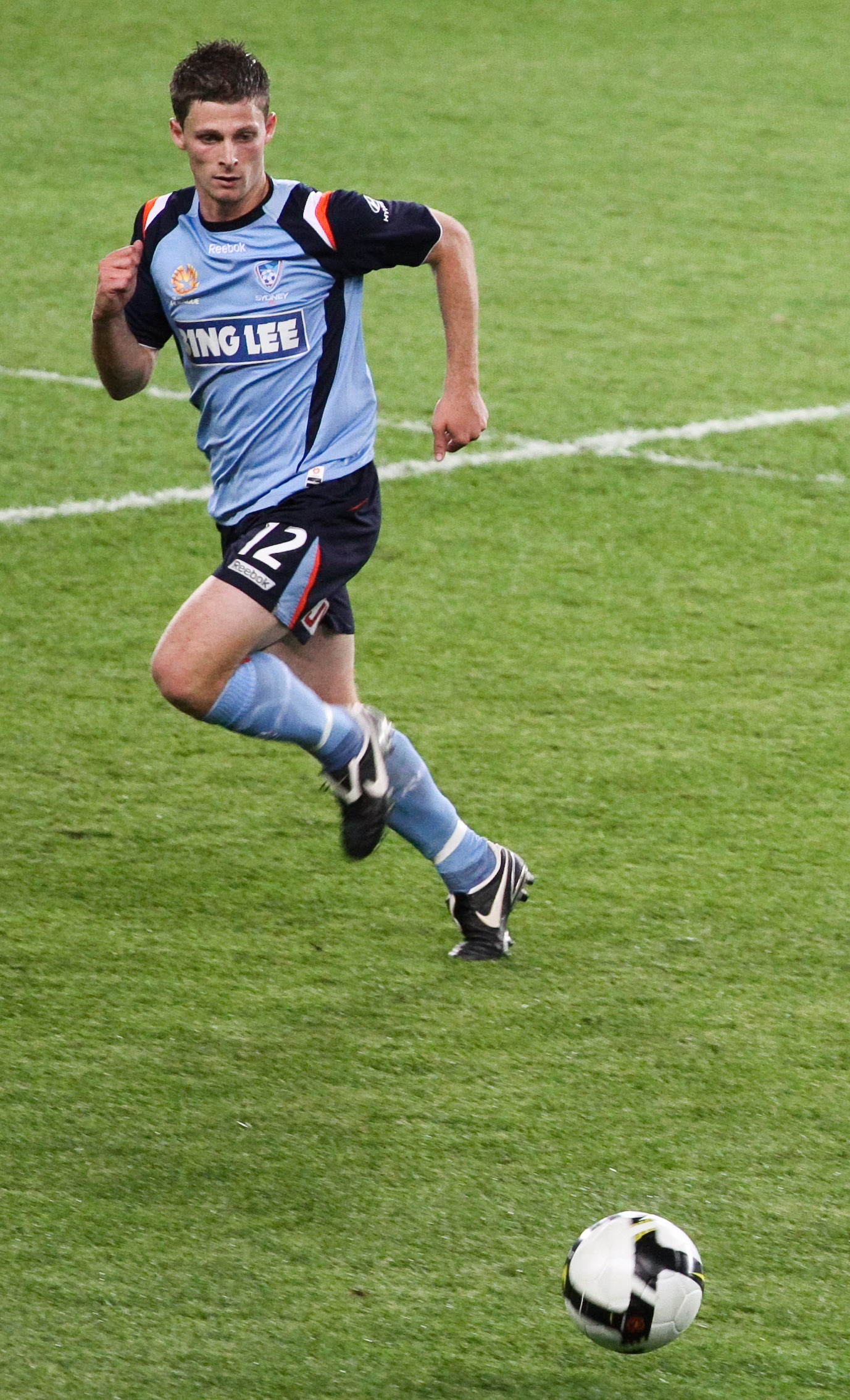
Shannon Cole im Trikot vom FC Sydney.

| - Jeff Campbell (2006–2007, 2008–2009) - Pablo Cardozo (2005) - Shannon Cole (2005) - Gerard Davis (2005–2006) - Sean Douglas (2004–2006) - Daniel Ellensohn (2008) - Mark Elrick (1996) - Rodger Gray (1990) - Danny Hay (2004–2005, 2006–2009) - Noah Hickey (2004–2005) - Ian Hogg (2008) - Chis Jackson (2005–2006) - Roy Krishna (2008–2009) - Ronil Kumar (2007–2008) | - Salesh Kumar (2005–2006) - Commins Menapi (2006–2008) - Allan Pearce (2004–2005, 2006–2009) - Jonathan Perry (2007–2009) - Rupesh Puna (2006–2007) - Pascal Reinhardt (2017) - Aaron Scott (2008–2009) - Daniel Shepherd (2004–2005) - George Suri (2006–2007) - Stefan Thelen (2016–2017) - Benjamin Totori (2007–2009) - Edwin Tyrell (2002–2003) - Michael Utting (2006–2007) - Ivan Vicelich (1993–1996) |